# Agnes Primocic
Agnes Primocic (* 30. Jänner 1905 in Hallein, Land Salzburg; † 14. April 2007 ebenda) war eine Kommunalpolitikerin der Kommunistischen Partei Österreichs und Widerstandskämpferin gegen den Nationalsozialismus. Die ehemalige Ehrenobfrau des KZ-Verbandes von Salzburg erfuhr von den offiziellen Stellen erst nach mehr als fünfzig Jahren Anerkennung für ihren Widerstand in der Zeit des Nationalsozialismus in Österreich.

## Kindheit, Arbeitserfahrung und erstes politisches Engagement
Agnes Primocic wurde als drittes von sechs Kindern von Johann und Franziska Reinthaler in der Tennengauer Bezirkshauptstadt Hallein geboren. Sie wuchs in den einfachen Verhältnissen einer Arbeiterfamilie auf und begann mit 16 Jahren in der Halleiner Zigarren- und Tabakfabrik zu arbeiten. Die weit über die Region hinaus als „Tschikweiber“ bekannten Arbeiterinnen der Fabrik bezogen damals die höchsten Löhne der Salinenstadt und verdienten sogar mehr als ihre männlichen Kollegen in der Zellulosefabrik. Sehr bald aber lernte sie in der Zigarren- und Tabakfabrik auch die Schattenseiten dieses Berufes kennen, in dem sich die Frauen nur durch ihre solidarische Haltung untereinander mit den oftmals unmenschlichen Arbeitsbedingungen zurechtfinden konnten. Sie setzte sich bei empfundenem Unrecht vehement für ihre Kolleginnen ein und kämpfte ab ihrem 25. Lebensjahr als Gewerkschafterin und Betriebsrätin für gerechte Arbeitsbedingungen in der Fabrik.
Als Parteimitglied der Kommunistischen Partei Österreichs beteiligte sich Primocic an der Roten Hilfe für in Not geratene Familien politisch Verfolgter und leistete schon sehr früh aktiven Widerstand gegen den einsetzenden Austrofaschismus. Während dieser Zeit organisierte sie als Betriebsrätin einen Streik in der Tabakfabrik und wurde in der Folge entlassen. Wegen des Besitzes kommunistischer Bücher, einer Flugzettel-Aktion ihres damals zwölfjährigen Sohnes und auf Grund der politischen Tätigkeit ihres Bruders wurde Agnes Primocic bereits in der Zeit vor dem Anschluss Österreichs mehrmals eingesperrt und verbrachte insgesamt ein knappes Jahr in Haft.

## Widerstand gegen den Nationalsozialismus
Nach dem Einmarsch der deutschen Truppen in Österreich wurde Primocic wegen ihres politischen Engagements von der Gestapo mehrfach verhört und bis 1945 weitere drei Mal inhaftiert. Als ihr Ehemann und der älteste Sohn zu Beginn des Zweiten Weltkriegs eingezogen wurden, musste sie ihrem Mann versprechen, „politisch stillzuhalten“. Primocic blieb jedoch weiterhin aktiv, unterstützte Widerstandsgruppen und sammelte Geld für die Familien politisch Verfolgter. Obwohl sie für ihre beiden weiteren Kinder zu sorgen hatte, half sie dem oberösterreichischen Widerstandskämpfer Sepp Plieseis bei seiner Flucht aus dem KZ. Ihren Widerstand gegen die Nationalsozialisten begründete sie Jahre später damit, dass sie ihr Leben lang kein ruhiges Gewissen mehr haben hätte können, wenn sie einfach weggeschaut hätte, als Menschen in Not um ihre Hilfe baten. „Man muss anfangen, wenn Unrecht geschieht, denn nach dem Unrecht kommt die Gewalt“.
Kurz vor Ende des Zweiten Weltkriegs riskierte sie ihr eigenes Leben, als sie mit ihrer Freundin Mali Ziegenleder den Kommandanten eines Außenlagers des KZ Dachau in der Nähe von Hallein mit dem bevorstehenden Einmarsch der amerikanischen Truppen unter Druck setzte, und rettete mit ihrem Mut 17 bereits zum Tode verurteilte Gefangene vor der angeordneten Erschießung.

## Wirken nach dem Krieg
Nach 1945 war Agnes Primocic weiterhin politisch tätig, unter anderem als Landessekretärin der KPÖ in Salzburg. Als Halleiner Stadträtin für Fürsorge engagierte sie sich vor allem für den Aufbau von Kindergärten und die sozialen Rechte der arbeitenden Bevölkerung.
1984 erzählte Agnes Primocic in dem Film „Küchengespräche mit Rebellinnen“ erstmals vor einer großen Öffentlichkeit über ihre Widerstandstätigkeit und auch in dem 1985 erschienenen Buch „Der Himmel ist blau. Kann sein.“ berichtet sie ausführlich über ihr Leben. Nach dem Erscheinen dieser beiden Beiträge begann sie – fast 80-jährig – mit einer regen Tätigkeit als Zeitzeugin. In vielen öffentlichen Schulen erzählte sie im Rahmen des vom damaligen Unterrichtsminister Fred Sinowatz initiierten Projekts ihre Geschichte.

## Mediale Aufarbeitung des Lebens der Agnes Primocic
Im Jahr 2005 kam der Film „Mehr als das Leben“ von Christine Pramhas und Uli Ramsauer heraus, der über das Leben der Agnes Primocic erzählt. Auch in der Filmdokumentation „Nicht stillhalten, wenn Unrecht geschieht“ (2002) von Uwe Bolius und Robert Angst steht die Zigarrenarbeiterin, Betriebsrätin und Widerstandskämpferin Agnes Primocic im Zentrum. Regisseur Uwe Bolius, der mit „Erinnerungen aus dem Widerstand“ bereits Margarete Schütte-Lihotzky porträtierte, versuchte dabei „auch die stärksten emotionalen Eindrücke so in Bild und Ton zu setzen, dass keine emotionale Gefühlsduselei oder Betroffenheitsschweigen entsteht und vermittelt, dass Agnes Primocic Verhalten durchaus auf einfache Beweggründe zurückzuführen ist“.
Der Film beginnt mit einer Aufnahme aus dem Halleiner Gemeinderat im Jahr 2001, als der  Abgeordnete der Freiheitlichen Partei Österreichs Gerhard Cirlea die Ehrenbürgerin mit der Aussage „in Hallein hat es kein Konzentrationslager gegeben“ offen der Geschichtsfälschung bezichtigte.
2004 erschien im Auftrag von Akzente Salzburg und der Kommunalen Jugendarbeit Berchtesgadner Land, die von Michaela Zehetner herausgegebene Publikation „Nicht stillhalten, wenn Unrecht geschieht. Die Lebenserinnerungen von Agnes Primocic“. Das Buch beschreibt die einzelnen Stationen ihres Lebens und beinhaltet das gesamte Interviewmaterial des 2002 entstandenen Dokumentarfilms. Der österreichische Fernsehsender ORF strahlte 2005 eine gleichnamige Dokumentation über die Widerstandskämpferin aus.

## Ehrungen
Die Stadt Hallein ehrte Agnes Primocic 1999 für ihr politisches und soziales Engagement mit der Ernennung zur Ehrenbürgerin. Im Jahr 2002 wurde sie mit dem Troll-Borostyáni-Preis sowie mit dem Kulturpreis für Menschenrechte und Integration gewürdigt. Das Land Salzburg zeichnete sie für ihre Leistungen gegen den Nationalsozialismus mit dem Goldenen Verdienstzeichen des Landes aus, das ihr in einer feierlichen Veranstaltung am 10. August 2005 von Landeshauptfrau Gabi Burgstaller verliehen wurde. Agnes Primocic lebte bis zu ihrem Tod in einem Altenheim in ihrer Geburtsstadt Hallein.
Im Jahr 2012 wurde in Donaustadt (22. Bezirk) die Agnes-Primocic-Gasse in der Seestadt Aspern nach ihr benannt.
Im Dezember 2014 wurde der neu errichtete gemeinnützige Wohnbau Agnes-Primocic-Hof in Hallein nach ihr benannt.

## Film
- Küchengespräche mit Rebellinnen,R: Karin Berger, Elisabeth Holzinger, Lotte Podgornik, Lisbeth N. Trallori, At 1984, erschienen in der Reihe Der österreichische Film / Edition der Standard / Hoanzl # 211